# Imants Bleidelis
Imants Bleidelis (født 16. august 1975 i Riga) er en tidligere fodboldspiller fra Letland.
Han debuterede i 1995 på det lettiske landshold, og spillede blandt andet med i Euro 2004.
Han startede sin karriere i Skonto FC, der solgte ham til Southampton F.C. for 6,5 mio. Skiftet var ikke en succes, og han nåede kun 2 kampe i Premier League i de tre sæsoner han var der.
Han skiftede til Viborg FF med stor succes i 2002 og nåede 2½ sæson i klubben, inden de skiltes efter at man ikke kunne blive enige om en forlængelse af kontrakten.
Derefter tog ham et par sæsoner i den østrigste klub Grazer AK, inden turen gik hjem til Letland.